# مولنسدورف
مولنسدورف (به آلمانی: Möllensdorf) یک منطقهٔ مسکونی در آلمان است که در کسویگ (آنهالت) واقع شده‌است. مولنسدورف ۱۷۷ نفر جمعیت دارد.